# Tweede Kamerverkiezingen 1981/Kandidatenlijst/IKB
De kandidatenlijst voor de Tweede Kamerverkiezingen 1981 van de Internationale Kommunistenbond (IKB) was als volgt:

## De lijst
1. Wim Schul - 1.190 stemmen
2. Anneke Meijsen - 210
3. Rein van der Horst - 50
4. Pim Fischer - 38
5. Alie Kuiper - 77
6. Rienke Schutte - 32
7. Robert Went - 21
8. Thea Roding - 38
9. Henk Strik - 21
10. Marcel van der Linden - 42
11. Marij Eydems - 105

PvdA · CDA · VVD · D'66 · SGP · PPR · CPN · GPV · PSP · Rechtse Volkspartij · DS'70 · RKPN · Partij van Rijksgenoten · Kleine Partij · God Met Ons · Nederlandse Evolutie Partij · Leefbaar Nederland · SP · De Vrede Partij · RPF · Realisten '81 · IKB · NVU · Centrumpartij · Partij tot Likwidatie van Nederland · Wereld Welzijns Bewustwording · EVP · SOS
1981 · 1986 · 1989 · 1994